# Susceptibilidade elétrica
A susceptibilidade elétrica, {\displaystyle \chi _{e}}, de um material dielétrico é a medida de quão facilmente ele se polariza em resposta a um campo elétrico. Isto determina a permissividade elétrica do material e, portanto, influencia muitos outros fenômenos no meio, como a capacitância de capacitores e a velocidade da luz.
A susceptibilidade elétrica é definida como a constante de proporcionalidade relacionando um campo elétrico E à densidade de polarização P tal como:
{\displaystyle {\mathbf {P} }=\varepsilon _{0}\chi _{e}{\mathbf {E} },}
onde {\displaystyle \,\varepsilon _{0}} é a  permissividade elétrica do vácuo.
A susceptibilidade de um meio se relaciona com sua permissividade relativa {\displaystyle \,\varepsilon _{r}} por
{\displaystyle \chi _{e}\ =\varepsilon _{r}-1.}
Logo, para o vácuo:
{\displaystyle \chi _{e}\ =0.}
O deslocamento elétrico D se relaciona com a densidade de polarização P por:
{\displaystyle \mathbf {D} \ =\ \varepsilon _{0}\mathbf {E} +\mathbf {P} \ =\ \varepsilon _{0}(1+\chi _{e})\mathbf {E} \ =\ \varepsilon _{r}\varepsilon _{0}\mathbf {E} .}